# دیمار کوباوئر
دیمار کوباوئر (آلمانی: Dietmar Kühbauer؛ زادهٔ ۴ آوریل ۱۹۷۱) بازیکن سابق وی مربی فوتبال اهل اتریش است.
از باشگاه‌هایی که در آن بازی کرده‌است می‌توان به باشگاه فوتبال وولفسبورگ، باشگاه فوتبال راپید وین، باشگاه فوتبال رئال سوسیداد، و باشگاه فوتبال آدمیرا واکر مودلینگ اشاره کرد.
وی همچنین در تیم ملی فوتبال اتریش بازی کرده‌است.